# Таюрская, Софья Алексеевна
Со́фья Алексе́евна Таю́рская (род. 1 мая 1991, Иркутск, РСФСР, СССР) — вокалистка российской панк-рейв группы Little Big.

## Биография

### Ранние годы
Родилась 1 мая 1991 года в Иркутске, но вскоре она вместе с родителями переехала в Новодвинск (Архангельская область). У Софьи есть две старшие сестры и младший брат. В 6 лет пошла на подготовительные курсы в музыкальную школу, в 7 лет стала ученицей заведения по классу фортепиано. На летние каникулы уезжала в Иркутск, где живут её родные. В 12 лет она стала посещать детскую студию «Эдельвейс», где занималась вокалом.
После окончания школы в Новодвинске переехала в Санкт-Петербург, где поступила в Государственный институт культуры по специальности «Режиссёр театрализованных представлений и праздников». Во время учёбы подрабатывала, выступала в барах, кафе и караоке. Имела лишний вес, но, соблюдая диету и занимаясь спортом, смогла похудеть. В 2012 году, получив диплом, осталась в Санкт-Петербурге. В 2013 году завоевала первую премию на конкурсном фестивале «Молодёжь — за Союзное государство».
В интервью Ирине Шихман Софья рассказала, что она на четверть украинка: её прабабушка чистокровная украинка, депортированная после Второй мировой из Украины (г. Краматорск) в Сибирь, будучи беременной бабушкой вокалистки. «Я отдыхала в детстве на каникулах в Кировограде, Одессе, Киеве, Виннице. Я обожаю украинцев. Нас всегда круто принимали, когда мы приезжали в Киев и Харьков с концертами [Little Big]», — рассказала Софья Таюрская.

### Карьера
С 2014 года принимает участие в записи песен рейв-группы Little Big. Тогда же состоялось её первое появление в составе коллектива в клипе «With Russia from Love». С 2016 года включена в концертный состав проекта. В 2018 году осталась единственной вокалисткой группы, после ухода Олимпии Ивлевой.
В феврале 2020 года стало известно, что Софья в составе Little Big будет представлять Россию на конкурсе «Евровидение-2020». Мероприятие должно было проходить с 12 по 16 мая 2020 года в Роттердаме (Нидерланды). Однако 18 марта организаторы объявили об отмене конкурса из-за пандемии коронавирусной инфекции COVID-19.
В сентябре 2020 года снялась в откровенной фотосессии для журнала Maxim.[значимость факта?]
В 2022 году основная часть Little Big (Илья Прусикин, Софья Таюрская, режиссёр Алина Пязок) переехала в Лос-Анджелес, США и высказалась против вторжения России на Украину. Таюрская рассказала в видеоинтервью Deutsche Welle: «Мы лишились всего: дома, работы, друзей, страны. Мы полностью перелопатили свою жизнь, мы вынужденно бежали, взяв с собой два чемодана. Мы могли остаться, мы могли продаться. Но я не смогу так никогда жить. <…> Сейчас [после переезда] я могу реально выдохнуть, пройдя депрессию, сложности эмиграции, и идти тем путём, которым всегда хотела, не оглядываясь назад. Да, это было очень тяжело, очень страшно. Но зато моя совесть чиста».
После публичных высказываний против войны, были отменены все запланированные концерты коллектива в России, хотя ранее группа планировала провести масштабный тур по её городам. Вместо отменённого тура по России музыканты отправились на гастроли по странам Европы.

### Личная жизнь
С августа 2020 года состоит в отношениях с Ильёй Прусикиным, а с 15 декабря 2022 года – в браке. В мае 2024 года пара объявила, что ждёт ребёнка. В сентябре у них родилась дочь, которую назвали Сашей.

## Видеоклипы в составе «Little Big»
| Название                        | Дата выпуска     | Альбом                  |
| ------------------------------- | ---------------- | ----------------------- |
| «Hateful Love»                  | 28 июня 2016     | Funeral Rave            |
| «Polyushko Polye»               | 17 октября 2016  | Funeral Rave            |
| «U can take»                    | 21 февраля 2017  | Сингл                   |
| «Rave on»                       | 31 марта 2017    | Сингл                   |
| «Faradenza»                     | 9 августа 2018   | Antipositive, Pt. 2     |
| «AK-47»                         | 21 сентября 2018 | Antipositive, Pt. 2     |
| «Skibidi»                       | 5 октября 2018   | Antipositive, Pt. 2     |
| «Skibidi» (romantic edition)    | 18 марта 2019    | Live in St. Petersburg  |
| «I’m OK»                        | 14 июня 2019     | Сингл                   |
| «Rock-Paper-Scissors»           | 25 октября 2019  | Сингл                   |
| «Go bananas»                    | 15 ноября 2019   | Go Bananas              |
| «Uno»                           | 13 марта 2020    | Песня для «Евровидения» |
| «Hypnodancer»                   | 8 мая 2020       | Сингл                   |
| «Tacos»                         | 14 августа 2020  | Сингл                   |
| «Suck My Dick 2020»             | 6 ноября 2020    | Сингл                   |
| «Sex Machine»                   | 8 марта 2021     | Сингл                   |
| «Everybody»                     | 4 июня 2021      | Covers                  |
| «Moustache»                     | 6 августа 2021   | Сингл                   |
| «Turn it Up»                    | 2 сентября 2021  | Сингл                   |
| «Generation Cancellation»       | 24 июня 2022     | Сингл                   |
| «Pendejo»                       | 12 апреля 2023   | Сингл                   |
| Hardstyle Fish (Official Video) | 8 февраля 2024   | Сингл                   |
| Boobs (Official Video)          | 12 марта 2024    | Lobster Popstar         |